# Хабаровский пограничный институт ФСБ России

Флаг Пограничной службы ФСБ России

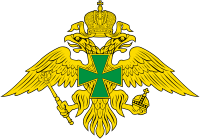
Эмблема Пограничной службы ФСБ России

Памятник пограничнику с собакой

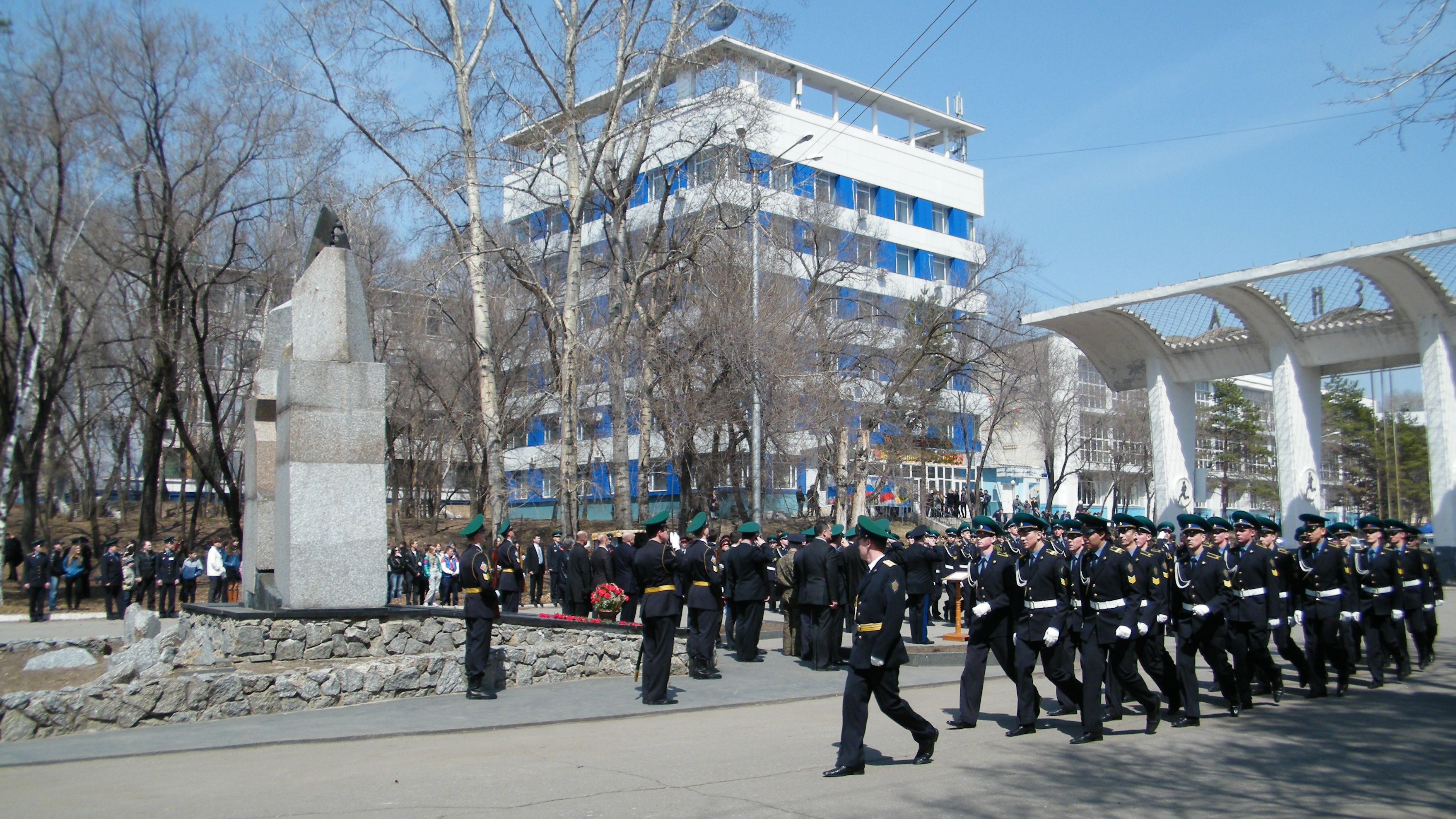
Курсанты-пограничники на возложении венков к памятнику воинам-интернационалистам «Чёрный тюльпан» (стадион им. Ленина)

Хабаровский пограничный институт Федеральной службы безопасности Российской Федерации (сокращённое наименование — ФГКОУ ХПИ ФСБ России) — федеральное государственное казенное образовательное учреждение высшего профессионального образования, военно-учебное заведение Пограничной службы Федеральной службы безопасности Российской Федерации.

## История
Хабаровский военный институт Федеральной пограничной службы Российской Федерации образован 5 мая 1993 года, согласно постановлению Совета Министров Российской Федерации № 421, на базе Хабаровского высшего военного строительного училища (основано в 1981 году).
После передачи пограничных органов в состав Федеральной службы безопасности, Хабаровский военный институт Федеральной пограничной службы РФ распоряжением Правительства Российской Федерации от 24 октября 2003 г. № 1535-р переименован в Хабаровский пограничный институт Федеральной службы безопасности Российской Федерации.

## Информация об институте
В соответствии с действующей лицензией Федеральной службы по надзору в сфере образования и науки в институте реализуются образовательные программы послевузовского, высшего, среднего и дополнительного профессионального образования.
Институт осуществляет подготовку офицеров и прапорщиков Пограничной службы ФСБ России.
Обучение ведется на базе среднего (полного) общего образования, по специальности «юриспруденция» с последующим присвоением квалификации «юрист». 
Специализации: 
- управление служебно-боевой деятельностью подразделений пограничных органов

- пограничный контроль

- оперативно-разыскная деятельность оперативных подразделений пограничных органов

- управление оперативно-боевой деятельностью подразделений специального назначения органов федеральной службы безопасности.

Распределение по специализациям — после окончания 3 курса обучения. Срок обучения — 5 лет.
Подготовка на очно-заочной (вечерней) форме обучения предполагает 1 год очного обучения с последующим направлением военнослужащих для дальнейшего прохождения военной службы в пограничные органы, которые их отобрали, с переводом на 6 летнюю заочную форму обучения. Данный поток комплектуется из числа абитуриентов, не прошедших конкурсные испытания на основной поток. По окончании выпускнику выдаётся диплом о высшем образовании государственного образца. Параллельно ведется подготовка специалистов со средним профессиональным образованием (продолжительность обучения — до 3 лет). После окончания курса обучения выпускник получает среднее профессиональное образование, диплом с квалификацией «юрист» и звание прапорщик.

## Начальники
- Бубенин, Виталий Дмитриевич — генерал-майор, Герой Советского Союза, первый командир спецподразделения «Альфа».
- Садыков, Николай — генерал-майор.
- Наймило, Михаил Иванович — генерал-лейтенант, награждён орденами «За военные заслуги» и «Знак почета», медалью «За отличие в охране государственной границы СССР».
- Галиуллин, Дамир Лутфуллаевич[5] — кандидат социологических наук, доцент, генерал-майор.
- Полянский, Михаил Васильевич — кандидат экономических наук, доцент, генерал-майор[6].
- Сидоров, Игорь Анатольевич — кандидат психологических наук, генерал-майор.